# Michael Eames
Michael Eames é um especialista em efeitos visuais americano. Como reconhecimento, foi nomeado ao Óscar 2019 na categoria de Melhores Efeitos Visuais por Christopher Robin (2018).